# Хультолен
Хультолен (норв. Holtålen) — коммуна в губернии Сёр-Трёнделаг в Норвегии. Административный центр коммуны — город Олен. Официальный язык коммуны — нейтральный. Население коммуны на 2007 год составляло 2069 чел. Площадь коммуны Хультолен — 1209,32 км², код-идентификатор — 1644.

## История населения коммуны
Население коммуны за последние 60 лет.

Статистика коммуны Хультолен